# Lijst van rijksmonumenten in Sleen
De plaats Sleen telt 15 inschrijvingen in het rijksmonumentenregister.  Hieronder een overzicht. 
| Object                                             | Oorspronkelijke functie?  | Bouwjaar                                                                                               | Architect                                       | Locatie               | Coördinaten?                  | Nr.?   | Afbeelding                                         |
| -------------------------------------------------- | ------------------------- | --- | ----------------------------------------------- | --------------------- | ----------------------------- | ------ | -------------------------------------------------- |
| Hervormde kerk                                     | Kerk en kerkonderdeel     | waarsch. late 14e eeuw (koor) 1420-'50 (schip) ca. 1500 (verb. koor) 1882-'83 (rest.) 1962-'66 (rest.) | C.H. Peters m.m.v. P.J.H. Cuypers (1882-'83)    | Brink 7               | 52° 46' 34" NB, 6° 48' 10" OL | 33779  | Meer afbeeldingen                                  |
| Hervormde kerk, toren                              | Kerk en kerkonderdeel     | begin 15e eeuw 1867 (herst.) 1923 (spits)                                                              |                                                 | Brink 7               | 52° 46' 33" NB, 6° 48' 9" OL  | 33780  | Meer afbeeldingen                                  |
| Boerderij met bijschuur                            | Boerderij                 | 1698                                                                                                   |                                                 | De Haar 3             | 52° 42' 8" NB, 6° 48' 29" OL  | 33781  | Meer afbeeldingen                                  |
| Albertdina                                         | Industrie- en poldermolen | 1906 (herb. op huidige locatie) 1953 (rest.) ca. 1970-1979 (rest.)                                     | H. Wiertsema                                    | Markeweg 32           | 52° 47' 17" NB, 6° 48' 10" OL | 33783  | Meer afbeeldingen                                  |
| De Hoop                                            | Industrie- en poldermolen | 1914 (herb. op huidige locatie) 1953-'56 (rest.) v.a. 1976 (rest.)                                     | Reinds Huberts (1953-'56) J.D. Medendorp (1976) | Drostenstraat 16      | 52° 46' 19" NB, 6° 48' 2" OL  | 33787  | Meer afbeeldingen                                  |
| Terrein met 34 grafheuvels                         | Archeologisch monument    | Neolithicum Bronstijd IJzertijd                                                                        |                                                 | Galgenberg            | 52° 48' 49" NB, 6° 46' 24" OL | 45999  | Terrein met 34 grafheuvels                         |
| Terrein met hunebed D50                            | Archeologisch monument    | Neolithicum                                                                                            |                                                 | Hunebedweg            | 52° 47' 48" NB, 6° 47' 12" OL | 46000  | Meer afbeeldingen                                  |
| Terrein met hunebed D51                            | Archeologisch monument    | Neolithicum                                                                                            |                                                 | Hunebedweg            | 52° 47' 42" NB, 6° 47' 11" OL | 46001  | Meer afbeeldingen                                  |
| Terrein met overblijfselen van een nederzetting    | Archeologisch monument    | vroege middeleeuwen                                                                                    |                                                 | Grasweg               | 52° 47' 8" NB, 6° 47' 50" OL  | 46002  | Upload foto                                        |
| Winkel/woonhuis in ambachtelijk-traditionele stijl | Werk-woonhuis             | ca. 1900                                                                                               |                                                 | Menso Altingstraat 16 | 52° 46' 41" NB, 6° 48' 5" OL  | 478218 | Winkel/woonhuis in ambachtelijk-traditionele stijl |
| 't Armhoes                                         | Sociale zorg, liefdadigh. | 1855 1973 (verb.)                                                                                      | Kampinga (1973)                                 | Heirweg 36            | 52° 46' 5" NB, 6° 48' 16" OL  | 478219 | Meer afbeeldingen                                  |
| Boerderij met een in tweeën bewoond woonhuis       | Boerderij                 | ca. 1890 (woonhuis, boerderij is ouder) 1953 (verb.)                                                   |                                                 | Bannerschultestraat 2 | 52° 46' 27" NB, 6° 48' 5" OL  | 478220 | Boerderij met een in tweeën bewoond woonhuis       |
| Voorm. burgemeesterswoning                         | Dienstwoning              | 1917 1919 (uitbr. schuur) 1937 (verb.)                                                                 | J. Neisingh A. Baart (1937)                     | Menso Altingstraat 21 | 52° 46' 43" NB, 6° 48' 0" OL  | 478221 | Burgemeesterswoning Voorm. burgemeesterswoning     |
| Voorm. gemeentehuis                                | Bestuursgebouw en onderdl | 1938 1957 (verb.) 1979-'80 (uitbr.)                                                                    | A. Baart G. Wierenga en Y. Dijkstra (1979-'80)  | Brink 1               | 52° 46' 31" NB, 6° 48' 15" OL | 478222 | Meer afbeeldingen                                  |